# Євтушенко Дмитро Матвійович
Дмитро Матвійович Євтушенко (нар. 1898, місто Ростов-на-Дону, тепер Ростовської області, Російська Федерація — розстріляний 29 липня 1938, Московська область) — радянський партійний діяч, 1-й секретар Одеського і Київського обкомів КП(б)У. Член ЦК КП(б)У в червні 1937 — квітні 1938 року. Кандидат у члени Політичного бюро ЦК КП(б)У в серпні — вересні 1937 року. Член Політичного бюро ЦК КП(б)У у вересні 1937 — квітні 1938 року. Депутат Верховної Ради СРСР 1-го скликання.
Жертва Великого терору.

## Життєпис
Народився в родині робітника. У 1910 році закінчив початкову школу в місті Нахічевані-на-Дону. У вересні 1910 — травні 1912 року — учень слюсарної майстерні, у червні 1912 — квітні 1913 року — підручний слюсаря заводу Грушка у місті Нахічевані-на-Дону. У травні 1913 — березні 1915 року — свердлувальник заводів «Дон» і «Аксай» у місті Нахічевані-на-Дону.
У квітні 1915 — серпні 1916 року — слюсар механічних майстерень Парамонова і Горнова у місті Ростові-на-Дону. У вересні 1916 — вересні 1918 року — слюсар заводу «Аксай» у місті Нахічевані-на-Дону. У жовтні 1918 — березні 1920 року — слюсар заводу «Штамп» і авторемонтної майстерні у місті Нахічевані-на-Дону.
Член РКП(б) з березня 1920 року.
У квітні — вересні 1920 року — інструктор дорожньої комісії по боротьбі із трудовим дезертирством у місті Ростові-на-Дону. У жовтні 1920 — травні 1921 року — керівник продовольчого загону Донпродкому у Верхньо-Донському окрузі Донської області РРФСР.
У червні 1921 — січні 1922 року — секретар Морозовського районного комітету РКП(б) Донської області. У лютому 1922 — квітні 1923 року — завідувач організаційного відділу Морозовського окружного комітету РКП(б). У травні — вересні 1923 року — завідувач організаційного відділу Ростовського міського комітету РКП(б).
У жовтні 1923 — липні 1924 року — слухач курсів секретарів повітових комітетів при ЦК РКП(б) у Москві. У серпні 1924 — серпні 1925 року — відповідальний інструктор Донського обласного комітету РКП(б).
У вересні 1925 — березні 1927 року — відповідальний секретар Батайського районного комітету РКП(б) Донського округу.
У квітні 1927 — травні 1928 року — уповноважений Економічного управління ОДПУ СРСР у Москві.
У квітні 1928 — липні 1930 року — слухач Міжнародної ленінської школи при Виконавчому комітеті Комуністичного інтернаціоналу в Москві. У серпні 1930 — серпні 1932 року — завідувач сектору Міжнародної ленінської школи при ВККІ.
У вересні 1932 — лютому 1934 року — інструктор організаційно-інструкторського відділу ЦК ВКП(б). У лютому 1934 — вересні 1935 року — інструктор відділу керівних партійних органів ЦК ВКП(б). У вересні 1935 — квітні 1937 року — відповідальний інструктор ЦК ВКП(б).
У квітні — липні 1937 року — 2-й секретар Одеського обласного комітету КП(б)У.
У липні — вересні 1937 року — 1-й секретар Одеського обласного комітету КП(б)У.
У вересні 1937 — 17 квітня 1938 року — виконувач обов'язків 1-го секретаря Київського обласного і міського комітетів КП(б)У. 17 квітня 1938 року «відкликаний у розпорядження ЦК ВКП(б)».
18 квітня 1938 року заарештований. 29 липня 1938 року розстріляний і похований біля селища Комунарка Московської області.